# Reuben Ross
Reuben Ross (Regina (Saskatchewan), Canadá, 5 de diciembre de 1985) es un clavadista o saltador de trampolín canadiense especializado en trampolín de 3 metros, donde consiguió ser medallista de bronce mundial en 2009 en los saltos sincronizados.

## Carrera deportiva
En el Campeonato Mundial de Natación de 2009 celebrado en Roma (Italia) ganó la medalla de bronce en los saltos sincronizados desde el trampolín de 3 metros, con una puntuación de 428 puntos, siendo su pareja de saltos Alexandre Despatie, tras los chinos (oro con 467 puntos) y estadounidenses (plata con 445 puntos).